# Metopius uralensis
Metopius uralensis är en stekelart som beskrevs av Clement 1930. Metopius uralensis ingår i släktet Metopius och familjen brokparasitsteklar. Inga underarter finns listade i Catalogue of Life.